# Église Marie-Madeleine de Maasland
L'église Marie-Madeleine (néerlandais: Maria Magdalenakerk) est une église néogothique de la fin du XIXe siècle située dans la ville de Maasland aux Pays-Bas.

## Origine
L'église Marie-Madeleine vient remplacer une ancienne église construite aux alentours de 1750 à l'extérieur de la commune.
Isolée, entourée de prairies et de vergers, la vieille église est démolie en 1886.
Le 1er juin 1886, la première pierre de la nouvelle structure fut posée par Monseigneur Spoorman, le doyen de Delft. 
Le 11 juillet 1887, l'église fut consacrée par l'évêque Bottemanne.

## Architecture
Ancien étudiant de Pierre Cuypers, l'architecte Everardus Margry (Harderwijk , 28 décembre 1841 - Rotterdam , 8 août 1891) s'inspire dans ses créations du style néo-gothique de son mentor. On lui doit la construction de l'église Maria van Jesse de Delft, de Saint-Boniface de Alphen, Saint-Boniface de Amsterdam, ou encore la restauration de monuments du Moyen-Age.
Il conçoit ici une structure abritant une nef comportant trois vaisseaux de style néo-gothique, avec une haute tour à l'entrée. Le coût de la construction s'élève à 47 478 florins. 
Dans le sanctuaire se trouve trois vitraux commandés en 1902 au maître-verrier et orfèvre Jos Tonnaer: ils représentent le message de l'ange à la Sainte- Vierge Marie, la naissance du Christ, la mission du Christ dans le temple, la Cène, la Crucifixion, et l'Ascension.

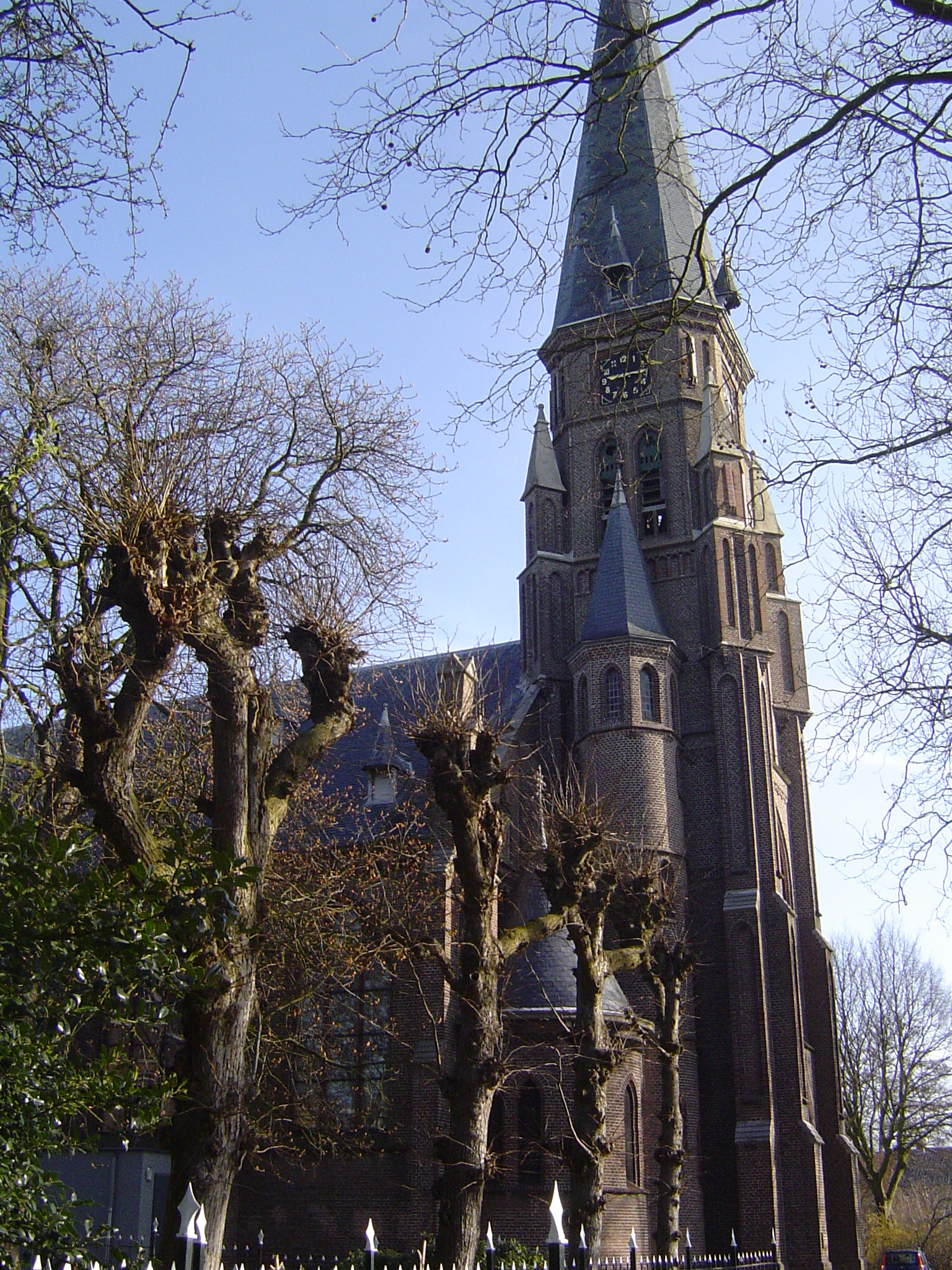
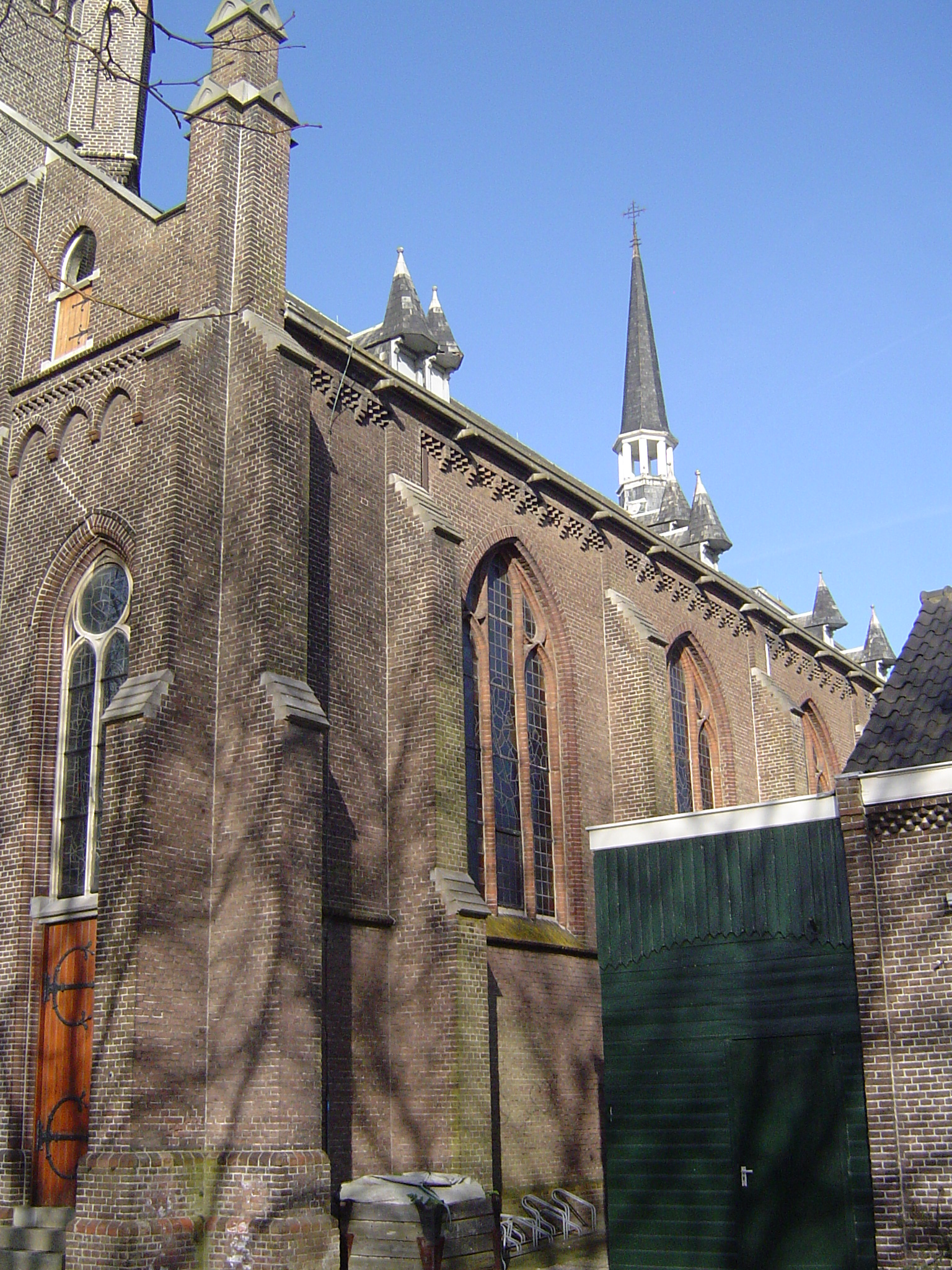
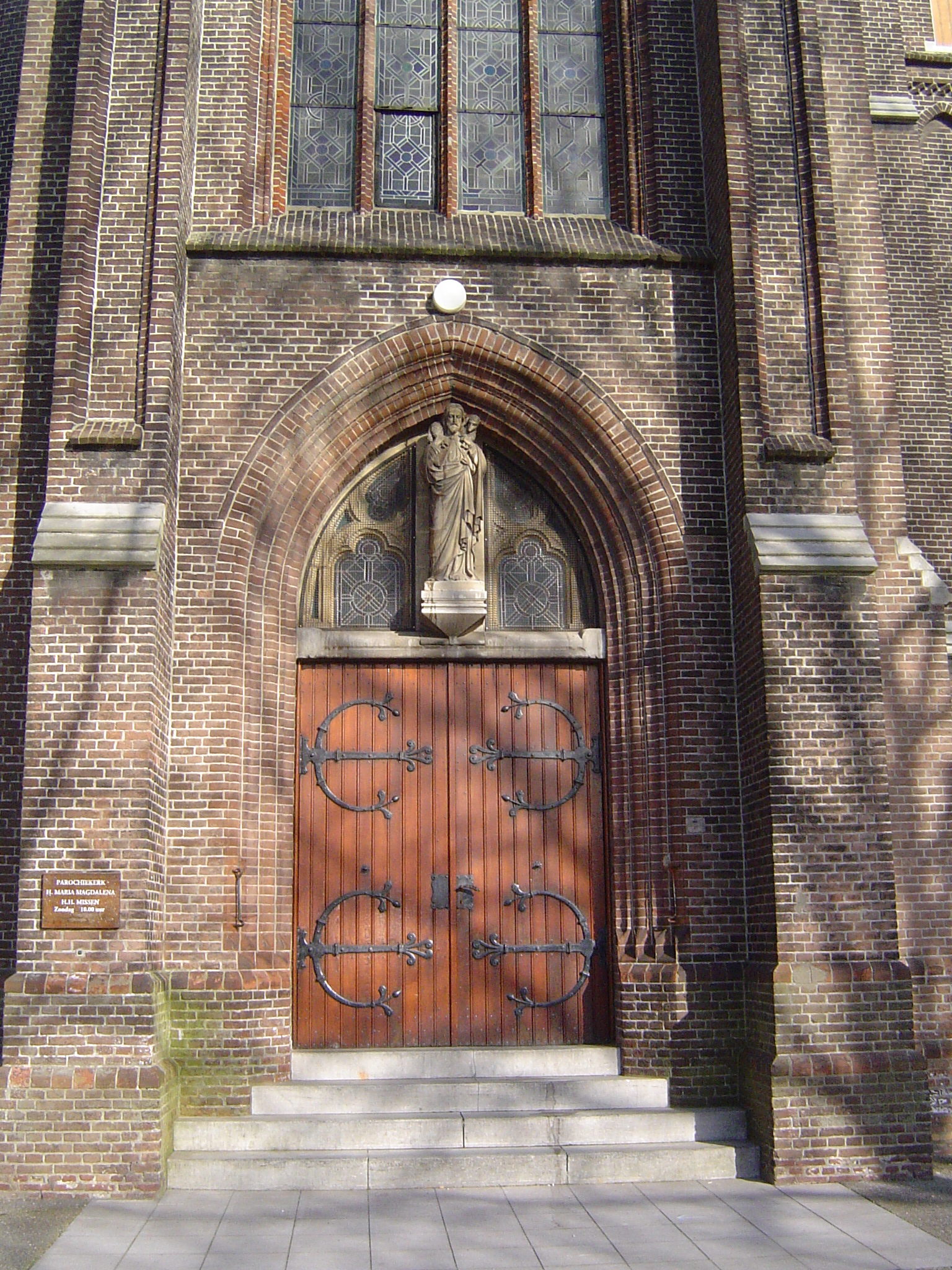
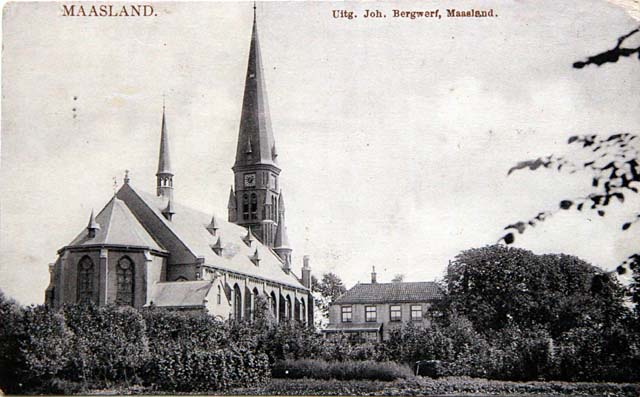